# Campestre do Maranhão
Pour les articles homonymes, voir Campestre.
Campestre do Maranhão est une municipalité brésilienne située dans l'État du Maranhão.